# 孙秀旼
孙秀旼（：／ Sun Soo-Min，1991年10月15日—），是韩国女子短道速滑运动员。

## 职业生涯
2008年世界少年短道速滑锦标赛中，孙秀旼获得2000米超决赛金牌和1000米铜牌。

## 资料来源
- 孙秀旼资料(英文) （页面存档备份，存于）
- 孫秀旼-国际滑冰联盟（ISU）